# Alexandre de Grau i Figueras

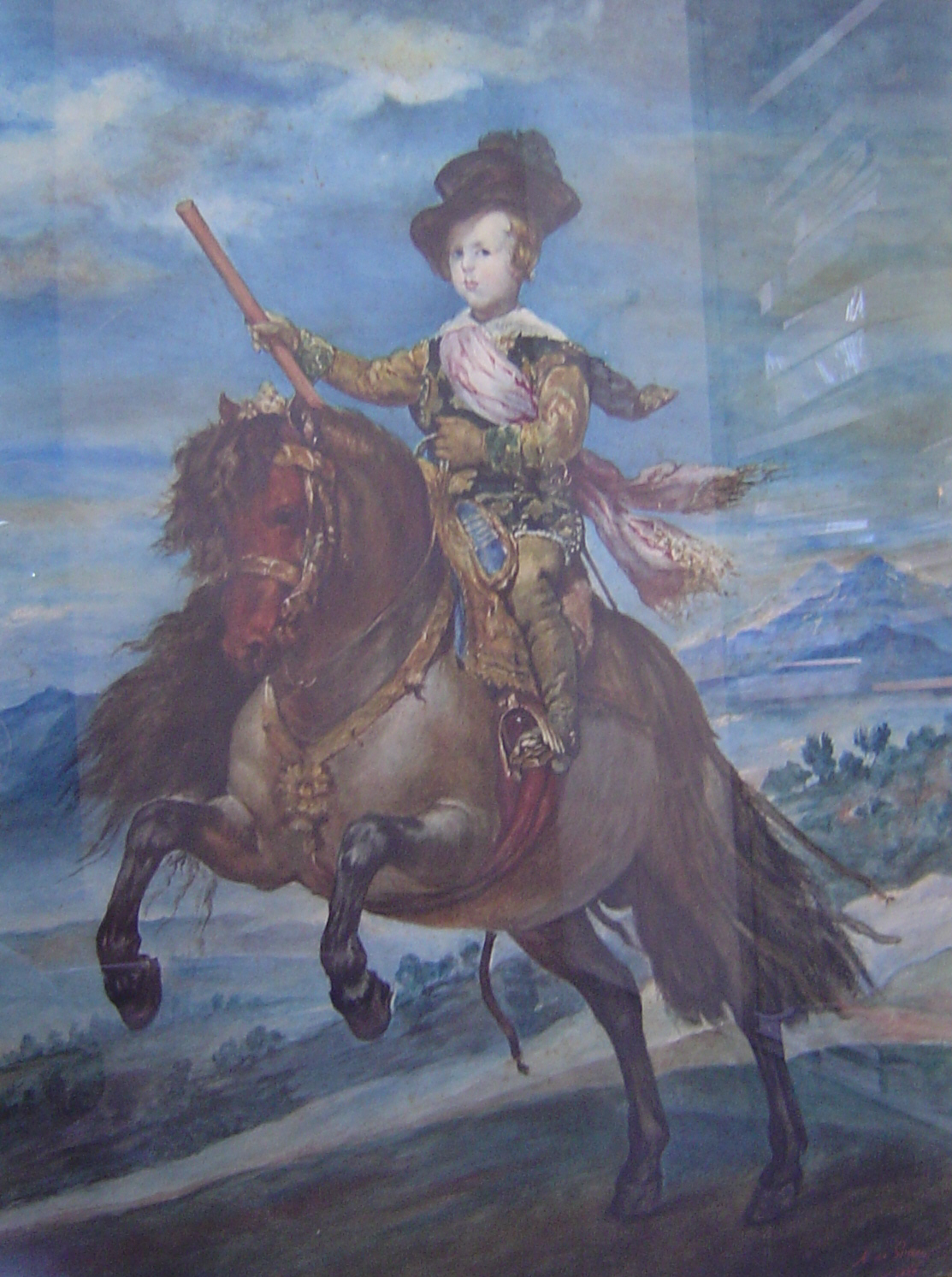
L'Infant Hasburg a cavall, vestit de gala amb una banda blanca amb uns rivets vermells. Porta un barret negre amb plomes i un bastó de mando. És una còpia d'una obra de Velázquez. Obra pertanyent a la Biblioteca Museu Víctor Balaguer

Alexandre de Grau Figueras (Vilanova i la Geltrú, 1831 - Barcelona, 1896) fou un pintor català.
Deixeble de Pau Milà i Fontanals a l'Escola de Belles Arts de Barcelona, seguint l'estil purista. Després es continuà formant a l'Escola Especial de Pintura de Madrid on passà a dedicar-se a la pintura històrica. Va participar en diverses edicions de l'Exposició Nacional de Belles Arts. L'any 1856 va rebre una menció honorífica amb l'obra La traslación de Jaime el Conquistador al Monasterio de Poblet. L'any 1858 exposà La madre de Dios i el 1866 Reinar Despues de morir o Coronación de Doña Inés de Castro. També fou un conegut retratista.